# Аудіокнига
Аудіокни́га, авдіокни́га, (озву́чена кни́га, звукова́ кни́га, звукокни́га, книга вго́лос) — озвучена й записана на цифровий носій книга.

## Історія
У світі поширилися назви звукової книги, де перша частина, «аудіо», запозичена з англійської мови. У XX ст., коли техніка звуковідтворення та звукозапису ввійшла до буденного життя широких верств людства, «аудіо» стало знайомим багатьом народам і не потребувало перекладу. Проте в багатьох країнах одночасно з назвою, де перша частина слова калькована, побутують інші назви, утворені повністю на власній мовній основі (українською мовою звукові книги часто називають «звукокнигами» чи «книгами вголос».
Озвучена книга раніше поширювалася як платівка, магнітофонна касета, компакт-диск тощо.

## Аудіокнига в Україні
«Українська звукова книга» та «звукова книга українською мовою» — поняття не тотожні:
- Українська звукова книга — вироблена в Україні звукова книга, незалежно від того, якою мовою зафіксовано інформацію.
- Звукова книга українською мовою — книга, озвучена українською мовою й записана на матеріальний носій у будь-якій країні.

Часто українською звуковою книгою називають саме звукову книгу українською мовою.

### Аудіокниги Українського товариства сліпих у 20 столітті
Перші в Україні аудіокниги записувались у системі Українського товариства сліпих. Вже в 1960-тих у бібліотеці УТОСу ім. Миколи Островського існувала велика колекція звукових книг, яка протягом подальших 30 років перетворилась в унікальну, дуже велику аудіокнигозбірню.
Записували ці книги на магнітофонну стрічку (спочатку на бобінах (рулонах), пізніше — на касетах) на низьких швидкостях. На рулоні записувалося дві доріжки, пізніше, з появою стерео-магнітофонів, — на чотири. 1 повна доріжка звучала 4 години. На касетах — 4 доріжки, 1 доріжка — 1 година. Магнітофони, що могли відтворювати такі записи, видавалися членам УТОСу й у вільний продаж не надходили.
За десятиліття свого існування Будинок звукозапису та друку УТОС видав безліч аудіокнижок, записаних високопрофесійними дикторами українського радіо. Ці книги — величезна цінність для культури України.
У 90-тих фінансування Будинку звукозапису УТОС значно зменшилося, що примусило керівництво установи залучати до озвучування літератури непрофесійних дикторів, тому якість начитування аудіокниг значно погіршилася.
Видавались аудіокниги на будь-які теми й будь-якого жанру як українською, так і російською мовами.
Невелика частина аудіофондів бібліотек УТОС уже оцифрована та є у вільному доступі в Інтернеті, однак якість звучання книг низька.

### У 21 столітті
Разом з масовою поширеністю інтернету в Україні на початку 21 століття аудікнижки набули нової популярності вже серед широких загалів населення. Одним з перших мобільних додатків, що надає можливість легально слухати аудіокнижки українською, став АБУК, заснований Юрієм Триндюком. Лише на одній платформі Google Play станом на початок 2021 року він мав понад 50 тисяч активних встановлень.

### Видатні диктори української аудіокниги
- Петро Бойко
- Надія Кашперовецька
- Микола Козій
- Борис Лобода
- Ігор Мурашко
- Петро Панчук
- Юрій Рудник